# 허궈창
허궈창(중국어 정체자: 賀國強, 간체자: 贺国强, 병음: Hè Guóqiáng, 1943년 10월 ~ )은 중화인민공화국 정부 예하 고위 관리 중 일원이다.

## 생애
후난성에서 태어난 그는 중국공산당 중앙정치국원이며, 중국공산당 조직부장을 역임하였다. 이전에 충칭 뿐만 아니라 산둥성 지난에서 당 서기를 맡았으며, 푸젠 성장 등을 역임했다. 2002년에 중앙 정치 무대로 옮겼다.
그는 중국공산당 제17기 전국대표대회에서 중국공산당 중앙정치국 상무위원으로 선출되었다
 또 그는 중국공산당 제17기 전국대표대회에서 17전대를 주관하는 비서처 부 비서장으로 선출되었다.
2007년 10월부터 현재 중국공산당 중앙정치국 상무위원으로서 중앙위원회 서기를 맡고 있다.